# Agguato sull'isola
 Agguato sull'isola (A Place of Hiding) è un romanzo della giallista statunitense Elizabeth George, pubblicato nel 2003.  
Il libro è stato tradotto in dieci lingue; in italiano è apparso per la prima volta nel 2004.

## Trama
In una fredda e nebbiosa giornata di dicembre, viene rinvenuto in una spiaggia dell'isola di Guernsey il corpo senza vita di Guy Brouard, un milionario ebreo, che da bambino era sfuggito ai nazisti in quel di Parigi e che voleva aprire sull'isola un museo dedicato alla resistenza locale.
Per la polizia, la principale indiziata  è una fotografa californiana di nome China River, giunta sull'isola assieme al fratello Cherokee per effettuare una consegna su commissione di Brouard. 
La River, che si  è sempre dichiarata innocente, decide di chiedere aiuto all'amica Deborah St. James, affinché, assieme al marito Simon, si occupi della soluzione del caso.

## Curiosità
- Nel romanzo viene citato il grisaille del pittore fiammingo Jan van Eyck Santa Barbara: per esigenze narrative, nel romanzo l'opera (chiamata da una dei protagonisti, Ruth Bouard, "La signora con il libro e il calamo") diventa però un dipinto olio su tela del XVII secolo di Pieter de Hooch[5]

## Edizioni in italiano
- Elizabeth George, Agguato sull'isola: romanzo, traduzione di M. Cristina Pietri e Enzo Verrengia, Longanesi, Milano 2004
- Elizabeth George, Agguato sull'isola: romanzo, traduzione di M. Cristina Pietri e Enzo Verrengia, Superpocket,, Milano 2004
- Elizabeth George, Agguato sull'isola: romanzo, Mondolibri, Milano 2004
- Elizabeth George, Agguato sull'isola, traduzione M. Cristina Pietri ed Enzo Verrengia, TEA, Milano 2006